# Moneda cuchillo
La moneda cuchillo es el nombre de un dinero grande, fundido, de bronce, y con forma de cuchillo que fue producido por varios gobiernos y reinos encontrados en lo que ahora es China, hace aproximadamente 2500 años. La moneda cuchillo circuló en China entre los años 600 a. C. y 200 a. C., durante el dinastía Zhou.

## Historia
Hay varias historias que intentan explicar cómo se introdujo la moneda, pero no es seguro si alguna o si todas son ciertas. En una de las historias, un príncipe que se estaba quedando sin dinero para pagarle a sus tropas, permitió usar los cuchillos como una forma de moneda para intercambiar con los aldeanos, y el medio de pago se hizo tan popular que se aceptó de forma general. En otra historia, el mismo príncipe comenzó a aceptar cuchillos como pago de pequeñas multas en lugar de la moneda de anillo; la cual era la divisa aceptada en la época. La moneda cuchillo también pudo haber sido traída por los comerciantes marítimos del océano Índico.

## Clasificación
La moneda cuchillo tiene la misma forma que los cuchillos usados durante el período Zhou. Esta parece haber evolucionado en paralelo con la moneda-pala en el noreste de China.

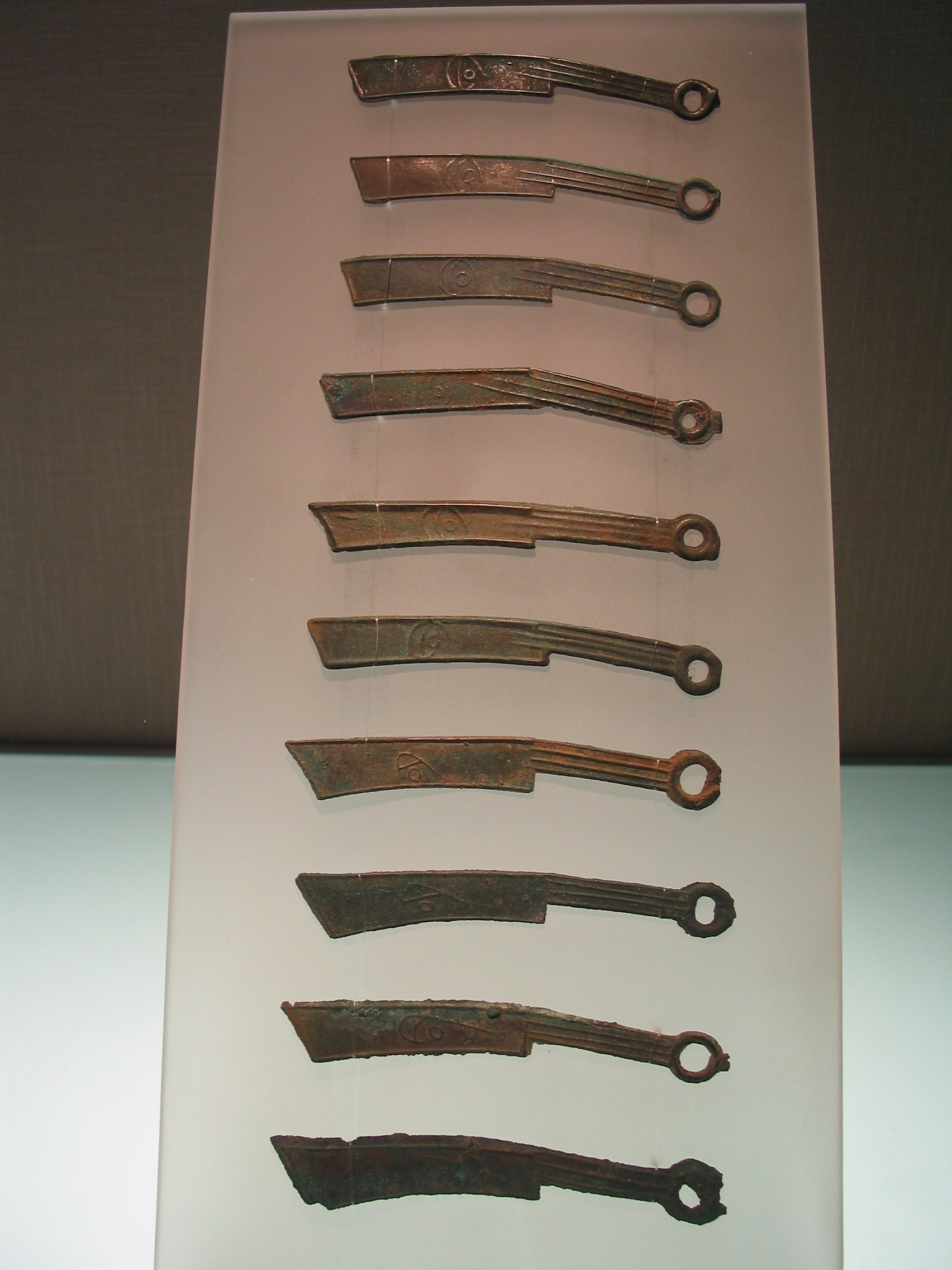
Monedas cuchillo del Estado de Yan.

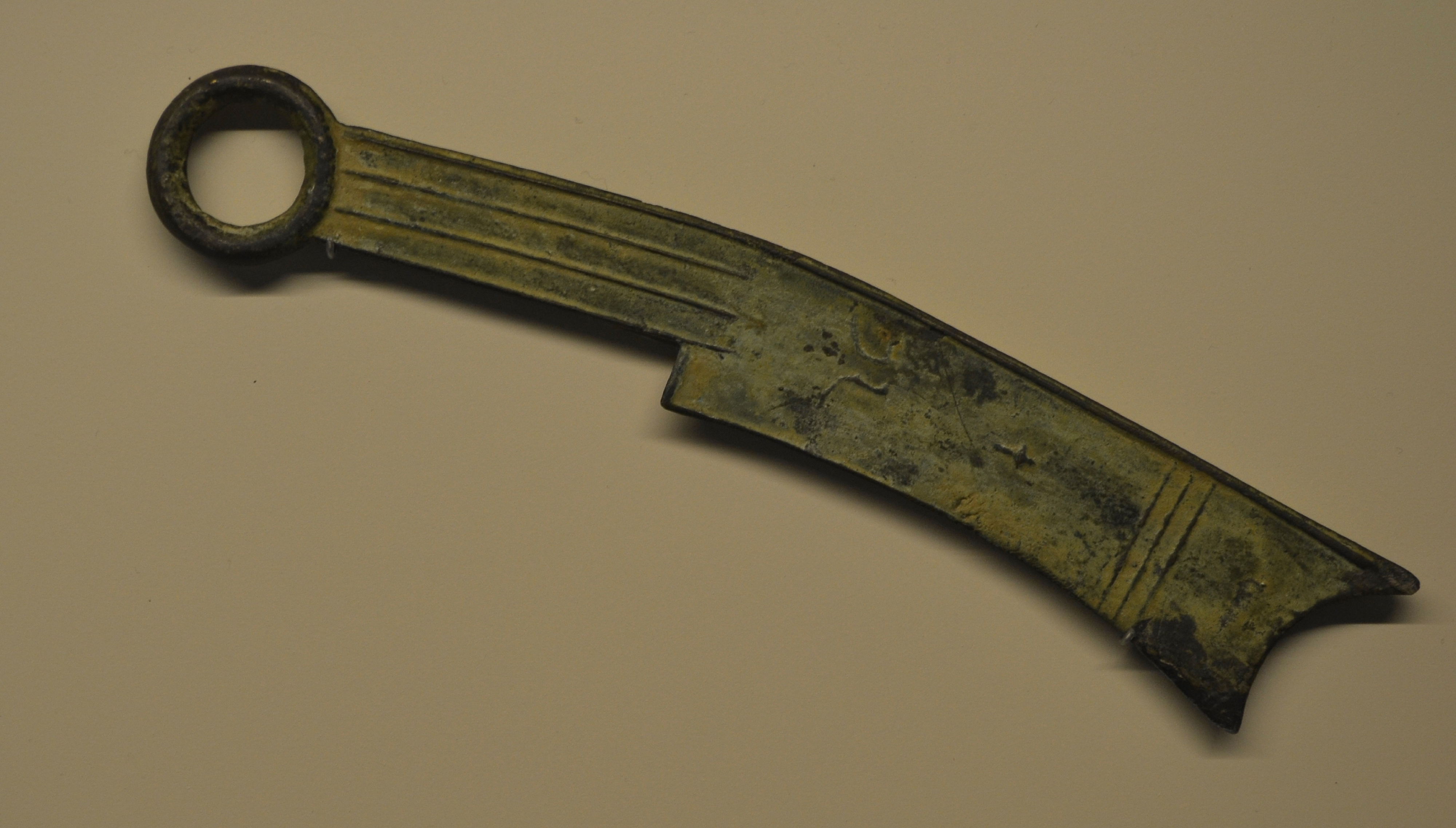
Qidao, moneda cuchillo del reino de Qi (Museo Arqueológico Nacional de España).

- Cuchillos de Qi: Estos cuchillos grandes están atribuidos al Estado de Qi, y se encuentran en el área de Shandong. Históricamente, no parecen haber circulado mucho fuera de esta área. Aunque existe una considerable controversia con respecto a la fecha de su emisión, ya que la arqueología muestra que estos son productos del período de los Estados Combatientes. Se les conoce como "cuchillos de tres personajes", "cuchillos de cuatro personajes", etc., de acuerdo al número de caracteres en sus inscripciones. Algunos consideran que las tres líneas horizontales y la marca de abajo en algunos reveses son parte de la inscripción. La inscripción se refiere al establecimiento del Estado de Qi. Esta podría haber sido del año 1122 a. C., 894 a. C., 685 a. C. o 386 a. C., dependiendo de cómo se interpreten las primeras historias. Las dos fechas posteriores son las más probables para la introducción de estas monedas. La aleación de los cuchillos de tres caracteres contiene alrededor de 54% de cobre, 38% de plomo y 8% de estaño. Los cuchillos de cuatro y cinco caracteres tienen una composición aproximada de 70% de cobre.[3]
- Cuchillos con punta de aguja: Este tipo de moneda cuchillo se distingue por su punta larga y puntiaguda. No se conocían hasta el año 1932, cuando se descubrió un tesoro en Chengde, en la provincia de Hebei; en donde se han encontrado acumulaciones posteriores. Se ha sugerido que estos cuchillos fueron producidos para el comercio que había entre los chinos y los Xiongnu (hunos) que ocupaban esta área del norte en ese momento. Podría ser que este tipo de moneda era simplemente una variación local de los cuchillos puntiagudos, o que era el tipo original moneda, la cual se modificó posteriormente, ya que no era muy conveniente usarla. Se han registrado unas cincuenta inscripciones, las cuales consisten en números, caracteres cíclicos y otros caracteres de diversa naturaleza; donde muchos de estos aún no han sido descifrados.[4]
- Cuchillos puntiagudos: En esta moneda, el extremo de la hoja está curvada, pero carece de la larga punta de los cuchillos con punta de aguja. Los sitios donde se encuentra este tipo de moneda de cuchillo están en el norte del este de China, en zonas asociadas con el Estado de Yan. En los últimos años, se han acumulado hasta 2,000 de estos cuchillos, a veces unidos en paquetes de 25, 50 o 100. Se han registrado más de 160 inscripciones diferentes. Algunas inscripciones representan números o caracteres cíclicos, pero muchas aún no han sido descifradas. A diferencia de la moneda-pala, los caracteres no se han asociado generalmente con nombres de lugares conocidos. Sus medidas y pesos (11 a 16 gramos) son muy variable, lo que ha llevado a varias autoridades a proponer varios subtipos.[5]
- Cuchillos de Ming: Los cuchillos de Ming son generalmente más pequeños que los cuchillos puntiagudos, y sus puntas son aproximadamente rectas. Este tipo de moneda cuchillo toman su nombre del carácter en el anverso, que tradicionalmente se ha leído como ming (chino:明; pinyin: míng). Otras propuestas han sido yi (chino:易; pinyin: ), ju (chino:莒; pinyin: ), ming (chino:盟; pinyin: méng), y zhao (chino:召; pinyin: zhào). Se descubrió un origen para los cuchillos de Ming en Xiadu, al suroeste de Beijing. Este era el sitio de Yi, capital del estado de Yan desde el año 360 a. C., por lo que la lectura del carácter yi se ha visto favorecido recientemente. También se han descubierto moldes en Shandong. Estas monedas se han encontrado, a menudo en grandes cantidades, en las provincias de Hebei, Henan, Shandong, Shanxi y Shaanxi; en el noreste de China; e incluso tan lejos como Corea y Japón. Estas por lo general se encuentran junto con monedas con punta de pala puntiaguda y cuadrada. Hay dos formas diferentes de cuchillo de Ming. La primera, siendo presumiblemente la más reciente, está curvada como los cuchillos pintuagudos. La segunda tiene una cuchilla recta y, a menudo, una curva angulada pronunciada en el medio. Esta forma se conoce como 磬 qing, una piedra de carillón. Su aleación contiene alrededor de 40% de cobre, y pesan alrededor de 16 gramos.

Existe una amplia gama de caracteres en el reverso de los cuchillos de Ming. Algunos son caracteres individuales o números, similares a los que se encuentran en los cuchillos puntiagudos. Dos grupos grandes tienen inscripciones que comienzan con los caracteres you (chino: 右; pinyin: yòu; literalmente: 'derecha') o zuo (chino: 左; pinyin: zuǒ; literalmente: 'izquierda'), seguidos de números u otros caracteres. You tiene el significado subsidiario de junior u oeste; y zuo también puede significar senior o este. (Las excavaciones en Xiadu revelaron en el interior de la ciudad un palacio zuo gong a la izquierda, y un palacio de you gong a la derecha ). Las similitudes entre los otros caracteres en estos dos grupos muestran que fueron determinadas por un mismo sistema. Un grupo más pequeño tiene inscripciones que comienzan con wai (chino: 外; pinyin: wài; literalmente: 'afuera'), pero los otros caracteres no tienen mucho en común con los grupos you y zuo. Un cuarto grupo tiene inscripciones que comienzan con un carácter poco claro, y otros caracteres similares a los que se encuentran en los grupos you y zuo. Por su analogía con wai, este carácter poco claro se ha leído como nei (chino: 内; pinyin: nèi; literalmente: 'dentro') o zhong (chino: 中; pinyin: zhōng; literalmente: 'centro').
- Cuchillos del Estado de Qi Ming (Cuchillos Boshan): Su aspecto general es similar a los cuchillos de Ming. El carácter ming es grande y angular, y tienen amplias inscripciones inversas. Un tesoro de estos cuchillos fue desenterrado en el período Jiaqing (1796-1820) en Boshan, al este de Shandong. Los hallazgos posteriores se han realizado en la misma área. Esta área era parte del estado de Qi; y sus leyendas también se refieren a Qi. Entre 284 y 279 a. C., el estado de Yan ocupó la mayor parte del territorio de Qi, y en general se acepta que estas monedas provienen de esta época. De lo contrario, sus inscripciones inversas parecerían referirse a nombres de lugares aún no descifrados satisfactoriamente. Una lectura da a entender al primer carácter como Ju (chino: 莒; pinyin: jǔ) para la ciudad de Ju.[7]

- Cuchillos rectos: Estos son  los cuchillos más pequeños, y sus cuchillas no son curvas. Fueron emitidos en algunos lugares del estado de Zhao. Esta categoría incluye a algunos otros cuchillos más pequeños de diversas formas. Se han encontrado en tesoros junto a cuchillos de Ming.[8]